# Liste der Frei-Truppen und Milizen der altpreußischen Armee
Die Frei-Truppen und Milizen der altpreußischen Armee umfassten verschiedene nicht zur regulären Armee zu rechnende Einheiten, die, abgesehen von den Landregimentern, nur vorübergehend bestanden und dann aufgelöst oder in die reguläre Armee übernommen wurden.

## Freitruppen
Die Bezeichnungen Freibataillon, Freikorps und Freiregiment kamen in Deutschland ab der zweiten Hälfte des 17. Jahrhunderts für Truppen außerhalb von regulären Verbänden auf. Mit der Herausbildung der Lineartaktik waren leichte Truppen für Vorposten-, Sicherungs- und Aufklärungsaufgaben erforderlich geworden. Dabei spielte auch eine geringere Disziplin als in regulären Einheiten eine Rolle.

### Freibataillone
In Preußen wurden zuerst durch Friedrich den Großen im Siebenjährigen Krieg Freibataillone aufgestellt. Durch Aufstellung zusätzlicher Bataillone wurden einige Freibataillone zu Freiregimentern.

#### Siebenjähriger Krieg
- F 1 Le Noble, aufgestellt 1756, bestand aus einem Bataillon mit einer Abteilung Freijäger zu Fuß (FJ 1). Nach der Gefangennahme der Einheit am 23. Juni 1760 wurde ein zweites Bataillon aufgestellt. Die Reste der Einheit wurden 1763 in das wieder aufgestellte Garnisonsregiment Nr. VIII in Glatz eingegliedert.
- F 2 Mayr/Collignon/Courbiere, aufgestellt 1756, bestand die Einheit schließlich aus 2 Bataillonen mit einer Abteilung Freijäger zu Fuß (FJ 2) und einer Abteilung Husaren (FH 2)1763 wurde das 2. Bataillon in das Garnisonsregiment Nr. IV in Preußen eingegliedert, während das 1. Bataillon als einziges Freibataillon zur Wiederaufstellung des Garnisonsregiment Nr. XII in Emden als intakte Einheit beibehalten wurde.
- F 3 Kalben/Salenmon (Favrat), aufgestellt 1756, bestand aus einem Bataillon, das bei 1759 Maxen in Gefangenschaft geriet, woraufhin ein neues Bataillon aufgestellt wurde, dass auch eine Abteilung Husaren (FH 3) umfasste. 1763 wurden die Reste in das Garnisonsregiment Nr. IX in Geldern eingegliedert.
- F 4 Angelelli/Collignon, aufgestellt 1756, bestand zeitweise aus 2 Bataillonen. 1763 wurde das verbliebene aufgelöst und auf verschiedene schlesische Regimenter verteilt.
- F 5 Chossignon/Monjou, aufgestellt am 16. Mai 1757 aus österreichischen Gefangenen und Überläufern in Nossen und Roßwein, bestand aus einem Bataillon und wurde nach der Gefangennahme des Bataillons bei Bautzen durch das Haidiksche Korps am 6. September 1757 im folgenden Winter neu aufgestellt. Am 24. Juni 1759 wurde die Einheit aufgelöst und die Reste wurden dem Freibataillon Wunsch (F 7) zugeteilt.[4]
- F 6 Rapin/Lüderitz, aufgestellt 1758, bestand aus einem Bataillon, dessen Reste 1763 dem Garnisonsregiment Nr. VIII in Glatz zugeteilt wurden.
- F 7 Wunsch, aufgestellt 1758, bestand aus einem Bataillon und 10 Jägern (FJ 7) je Kompanie. Es wurde 1759 durch Reste anderer Freibataillone auf 3 Bataillone verstärkt und seine Reste wurden 1763 dem Garnisonsregiment Nr. VIII in Glatz zugeteilt.
- F 8 Du Verger/Quintus Icilius, aufgestellt 1758, bestand aus einem Bataillon und 10 Jägern (FJ 8) je Kompanie, wurde 1761 auf drei Bataillone verstärkt und 1763 auf verschiedene Regimenter in Berlin und Magdeburg aufgeteilt.
- F 9 Hordt, aufgestellt 1758, bestand aus einem Bataillon und wurde 1763 auf verschiedene Regimenter in Pommern verteilt.
- F 10 Jeney (Voluntaires d'Ostfrise), aufgestellt 1760, bestand aus einem Bataillon und einer Abteilung Husaren (FH 10). Es wurde 1763 in Emden aufgelöst. Veteranen der Einheit wurden zu schlesischen Regimentern eingezogen.
- F 11 Schack, 1760 aufgestellt, bestand aus einem Bataillon und 10 Jägern (FJ 11) pro Kompanie. Die Reste wurden 1763 auf verschiedene schlesische Regimenter verteilt.
- F 12 Heer (Schweizer Volontaires), 1760 aufgestellt aus Deserteuren Schweizer Regimenter in Französischen Diensten, bestand aus einem Bataillon. Die Reste wurden 1763 dem Füsilierregiment Nr. 46 zugeteilt.
- F 13 Bequignolles, 1760 aufgestellt, bestand aus einem Bataillon und wurde 1763 auf verschiedene schlesische Regimenter verteilt.
- F 14 La Badie (Volontaires Etrangers), am 20. Februar 1761 begann die Werbung aus französischen Deserteuren. Die Formation (Royal Strangers) wurde in Minden und Herford errichtet, dann nach Leipzig verlegt. Am 31. August 1761 meuterten ca. 300 Mann unter Führung von Hauptmann Peter Fontaine  und den Leutnants Franz Merlin und Ludwig Joseph d'Estagnolle auf dem Marsch nach Grimma. Sie nahmen die Regimentskasse und Ausrüstung und gingen zur Reichsarmee nach Altenburg über,[5][6] Oberst Baron La Badie erhielt am Folgetag seinen Abschied. Das wiederhergestellte Bataillon wurde am 3. Februar 1762 bei Großbardau überfallen, der Baron und 98 Mann wurden vom österreichischen FML Eduard d’Alton gefangen. Der nunmehr verbliebene Rest dem F 8 (Icilius) untergesteckt.[4]

#### Bayerischer Erbfolgekrieg
Im Bayerischen Erbfolgekrieg stellte Friedrich der Große 12 Freibataillone auf.

### Freikorps
Im Verlauf des Siebenjährigen Krieges wurden auch Freikorps errichtet, die von Beginn an aus verschiedenen Truppengattungen bestanden oder reine Kavallerieformationen waren. Auch diese wurden nach dem Krieg aufgelöst.
- F I Frei-Corps Trümbach (Voluntaires de Prusse), aufgestellt 1759, bestand aus einem Bataillon Infanterie (FI I), zwei Kompanien Jägern (FJ I), die 1760 zum Freibataillon Quintus Icilius (F 8) versetzt wurden und einer Abteilung Dragoner (FD I), aus denen 1760 zwei Schwadronen Husaren (FH I) gebildet wurden, die 1761 zu den Frei-Husaren Bauer (F VI) versetzt wurden. 1763 wurde das Freikorps aufgelöst und die Reste auf westfälische Regimenter verteilt.
- F II Frei-Corps Kleist, aufgestellt 1759, bestand aus 10 Schwadronen Dragonern (FD II), 10 Schwadronen Husaren (FH II), 10 Schwadronen Ulanen (FL II), 1 Bataillon „Grüne Kroaten“, aus denen dann zwei Bataillone „Ungarische Infanterie“ wurden (FI II), 3 Jägerkompanien z. F. (FJ II) und 1 Batterie Artillerie. 1763 wurde das Freikorps aufgelöst.
- F III Frei-Dragoner Glasenapp, aufgestellt 1760, bestand aus 5 Schwadronen Dragonern und wurde 1763 aufgelöst. Die Mannschaften wurden in preußische Kavallerieregimenter gezwungen.
- F IV Frei-Corps Schony, aufgestellt 1761, bestand aus einem Bataillon Grenadiere (FI IV) und 3 Schwadronen Husaren (FH IV) und wurde 1763 aufgelöst, die Mannschaften auf verschiedene Regimenter verteilt.
- F V Frei-Corps Gschray, aufgestellt 1761, bestand aus einem Bataillon Infanterie (FI V) sowie 6 Schwadronen Dragonern (FD V) und wurde 1763 aufgelöst.
- F VI Frei-Husaren Bauer, wurde 1759 in Britischen Diensten aufgestellt und bis 1761 auf eine Stärke von 4 Schwadronen gebracht, dann von Preußen übernommen und auf 5 Schwadronen vergrößert. 1763 wurden die Frei-Husaren aufgelöst.
- Die Légion Britannique (F V) war ein 1759/60 aufgestelltes kurhannoversches Freikorps, dass 1762 von Preußen übernommen und 1763 aufgelöst wurde.
- Die Volontaires Auxiliaires Rauch (F VI) formierten sich 1762 in Diensten Braunschweigs, bestanden aus 3 Kompanien Grenadieren, 1 Schwadron „Türken“ oder „Spahis“ (Ulanen), 1 Schwadron Husaren und 1 Schwadron Grenadiere zu Pferde. Preußen übernahm die Formation 1763 und löste sie im selben Jahr auf, indem die Reste auf verschiedene Regimenter verteilt wurden.[9]
- Freihusaren Lubomirski, aufgestellt im September 1758, aufgelöst im November 1758, da der Fürst Lubomirski nicht genügend Geld aufbringen konnte, den Aufbau der Formation abzuschließen, den er als Gegenleistung für den Rang des Generalmajors selbst finanzieren wollte.
- Schwarze Brigade (Favrat), aufgestellt 1761, bestand aus Husaren, Dragonern, Grenadieren und Jägern. Die Brigade musste schon 1762 wieder aufgelöst werden, weil sie ohne Anweisung Friedrich des Großen aufgestellt worden war.
- Zu den Freihusaren Barowski ist kaum etwas bekannt. Es wird vermutet, dass die Aufstellung abgebrochen wurde.
- Bosniaken von Petrowski[10]
- Tatarisches Ulanenkorps Kreczowsky, das Korps wurde ab dem 15. Oktober 1761 errichtet und sollte aus acht Fahnen zu je 50 Towarczys und je 50 Pacholken bestehen. Die Werbung erfolgte durch Oberst Kreczowsky in Polen und sollte bei 1. Mai 1762 abgeschlossen sein, das Korps dann in Cosel zusammengezogen werden. Nach Einwänden der Polnischen Regierung, mussten die bereits geworbenen Fahnen aufgelöst werden und die Werbung wurde in die Walachei verlegt. Die vollständige Errichtung war infolgedessen bis Kriegsende nicht erfolgt.[4]

### Freiregimenter von 1786
Friedrich der Große stellte 1786 drei reguläre Regimenter leichter Infanterie auf, die auch Freiregimenter genannt wurden und von Friedrich Wilhelm II. schon im Folgejahr zugunsten von Füsilierbataillonen wieder aufgelöst wurden. Sie sind in der Liste der Infanterieregimenter der altpreußischen Armee aufgeführt.

## Miliz

### Miliz 1707–1713
Friedrich I. errichtete 1707 in den Ämtern Oranienburg, Köpenick und Potsdam eine Miliz. Die anvisierte Stärke von 10.000 Mann wurde nicht erreicht; bei der Auflösung am 4. März 1713 betrug die reale Stärke 7.767 Mann. Die Miliz hatte den militärischen Ansichten Friedrich Wilhelm I. nicht entsprochen.

### Landregimenter
Zur Wahrnehmung einiger Aufgaben einer Miliz gründete Friedrich Wilhelm I. 1729 vier Landregimenter. Diese wurden nur bei Kriegsgefahr und zur Vertretung am Standort abwesender Truppen versammelt. Die Offiziere, Unteroffiziere und Tamboure erhielten halben Sold. Die Gemeinen erhielten nur Sold, wenn sie anwesend waren. Da sie aus alten Soldaten bestanden, die auch in dieser Position weiter als Soldaten galten, sind diese eher als stehende Regimenter denn als Miliz zu betrachten und in der Liste der Infanterieregimenter der altpreußischen Armee aufgeführt. Sie wurden 1788 aufgelöst.

### Miliz im Siebenjährigen Krieg
Als im Verlauf des Krieges Franzosen, Schweden und Russen sein Territorium bedrohten und keine Truppen zu einem effektiven Schutz entbehrt werden konnten, ließ Friedrich der Große wieder Milizen aufstellen.

#### Ostpreußen
- Land-Miliz-Bataillon Katrezinsky, aufgestellt 1757, aufgelöst 1758, damit es nicht in Russische Gefangenschaft geriet. Jede Kompanie verfügte über einige Jäger zu Fuß und einige berittene Jäger.

#### Neumark
- Land-Bataillon Nr.I von Heiderstädt, aufgestellt 1757, bestand aus 4 Kompanien und wurde nach dem Krieg aufgelöst.
- Land-Bataillon Nr.II de Rège, aufgestellt 1757, bestand aus 4 Kompanien und wurde 1759 zerschlagen. Die Reste schlossen sich dem Infanterie-Regiment No. 24 von der Goltz an.
- Land-Bataillon Nr.III von Arnim, 1761: von Bornstedt, aufgestellt 1757, bestand aus 4 Kompanien und wurde nach dem Krieg aufgelöst.
- Kammer-Husaren von Maltitz, 1759: Schmidt, aufgestellt 1757, bestand aus 1 Schwadron und wurde 1762 den Land-Husaren von Hohendorff inkorporiert.
- Jäger Corps von Sohr, aufgestellt 1757, bestand aus 60 Jägern zu Fuß und 40 Jägern zu Pferde. Weitere Informationen zu ihm sind nicht bekannt.

#### Kurmark
- Land-Miliz-Regiment von Borck, aufgestellt 1757, bestand aus 3 Bataillonen Musketiere und wurde 1763 aufgelöst.
- Land-Husaren-Eskadron von Wangenheim, aufgestellt 1758, bestand aus 118 Mann und wurde 1762 zur Bildung des Provincial-Husaren-Bataillon Hohendorff benutzt und Ende des Krieges aufgelöst.

#### Magdeburg und Halberstadt
- Land-Miliz-Regiment Jung-Wegnern, aufgestellt 1757, bestand aus 3 Bataillonen Musketieren und wurde 1763 aufgelöst.
- Kammer-Husaren de Collignon, aufgestellt 1758, bestand aus 34 Mann und wurde 1763 aufgelöst.

#### Pommern mit Uckermark

##### Landmiliz
- Land-Miliz-Bataillon Nr. 1 Natzmer, 1758 Schlichting, aufgestellt 1757, bestand schließlich aus 5 Musketierkompanien und 1 Grenadierkompanie. Es wurde am Ende des Krieges aufgelöst.
- Land-Miliz-Bataillon Nr. 2 Schlichting, 1757 mit 5 Musketierkompanien aufgestellt, wurde es schon 1758 aufgelöst und auf die anderen pommerschen Land-Miliz-Bataillone verteilt.
- Land-Miliz-Bataillon Nr. 3 Alt- oder Schwarz-Wedell, 1757 mit 5 Musketierkompanien aufgestellt, wurde es schon 1758 aufgelöst und auf die anderen pommerschen Land-Miliz-Bataillone verteilt.
- Land-Miliz-Bataillon Nr. 4 Ingersleben, 1758 Wassmer, aufgestellt 1757, bestand schließlich aus 5 Musketierkompanien und 1 Grenadierkompanie. Es wurde 1759 von den Schweden in Wollin gefangen genommen und nicht wieder neu aufgestellt.
- Land-Miliz-Bataillon Nr. 5 Sydow, aufgestellt 1757, bestand schließlich aus 5 Musketierkompanien und 1 Grenadierkompanie. Es wurde 1762 aufgelöst.
- Land-Miliz-Bataillon Nr. 6 Klitzing, aufgestellt 1757, bestand schließlich aus 5 Musketierkompanien und 1 Grenadierkompanie. Es wurde 1762 aufgelöst.
- Land-Miliz-Bataillon Nr. 7 Grumbkow, aufgestellt 1757, bestand schließlich aus 5 Musketierkompanien und 1 Grenadierkompanie. Es wurde 1762 aufgelöst.
- Land-Miliz-Bataillon Nr. 8 Jung-Wedell, aufgestellt 1757, bestand schließlich aus 5 Musketierkompanien und 1 Grenadierkompanie. Es wurde 1762 aufgelöst.
- Land-Miliz-Bataillon Nr. 9 Schmeling, aufgestellt 1757, bestand schließlich aus 5 Musketierkompanien und 1 Grenadierkompanie. Es wurde 1762 aufgelöst.
- Land-Miliz-Bataillon Nr. 10 Kleist, aufgestellt 1757, bestand schließlich aus 5 Musketierkompanien und 1 Grenadierkompanie. Es wurde 1762 aufgelöst.
- Provincial-Frei-Grenadier-Corps von Wussow, von Hüllessem, 1758 mit 2 Grenadierkompanien aufgestellt, wurde es nach Ende des Krieges aufgelöst.
- Rekruten-Grenadier-Bataillon von Paulsdorff, 1759 aus den Grenadierkompanien der pommerschen Landmiliz-Bataillone gebildet und Ende des Krieges aufgelöst. Diese Grenadierkompanien waren als Ausbildungskompanien gegründet worden.
- Rekruten-Grenadier-Bataillon von Schöning, 1759 aus den Grenadierkompanien der pommerschen Landmiliz-Bataillone gebildet und Ende des Krieges aufgelöst. Diese Grenadierkompanien waren als Ausbildungskompanien gegründet worden.

##### Rekruten-Bataillone
- Melirtes Rekruten-Bataillon von Tettau (ab 1759: 1. Stettiner Rekruten-Bataillon), 1757 aufgestellt, bestand zunächst aus 4 Musketierkompanien und 1 Grenadierkompanie. Die Grenadierkompanie wurde 1758 abgegeben, um das Pommersche Grenadierbataillon Ingersleben aufzustellen. Dafür wurde eine fünfte Musketierkompanie aufgestellt. Nach der Umbenennung 1759 wurde das Bataillon mit einer Grenadierkompanie verstärkt. Es wurde 1762 aufgelöst.
- Enrollirten Rekruten-Bataillon von Stosch (ab 1759: 2. Stettiner Rekruten-Bataillon), aufgestellt 1757, bestand aus 4 Musketierkompanien und 1 Grenadierkompanie. 1762 wurde es aufgelöst.
- Rekruten-Bataillon Bevern (III./ Infanterieregiment Braunschweig-Bevern; ab 1759: 3. Stettiner Rekruten-Bataillon), aufgestellt 1758 als Ausbildungskompanie des Infanterieregiments No.7 Braunschweig-Bevern, wurde es zu einem Bataillon mit 5 Musketierkompanien und 1 Grenadierkompanie erweitert. 1762 wurde es aufgelöst und die Reste vom Stammregiment übernommen.
- Grenadier-Bataillon von Ingersleben, aufgestellt im Winter 1758–59, bestand aus 4 Grenadierkompanien, die von anderen Milizeinheiten übernommen wurden. Nach dem Krieg wurde es zur Neubildung des in Gefangenschaft geratenen II. Stehenden Grenadier-Bataillons Unruh genommen.

##### Husaren und Jäger
- Land-Husaren von Hohendorff, 1758: von Natzmer, von Stülpnagel, 1761: von Hohendorff wurde 1757 als Land-Husaren-Eskadron aufgestellt und 1758 mit einer zweiten Schwadron zum Land-Husaren-Korps erweitert. 1762 formte es mit anderen Miliz-Reitern das Provincial-Husaren-Bataillon von Hohendorff. 1763 wurde das Husaren-Bataillon aufgelöst.
- Provincial-Jäger-Corps von der Goltz, aufgestellt 1757, bestand aus 4 Offizieren, 60 berittenen Jägern und 80 Jägern zu Fuß. Es wurde 1762 aufgelöst.